# Epigomphus paulsoni
Epigomphus paulsoni é uma espécie de libelinha da família Gomphidae.
É endémica do México.
Os seus habitats naturais são: florestas subtropicais ou tropicais húmidas de baixa altitude e rios.
Está ameaçada por perda de habitat.